# Sin Sang-ok
Sin Sang-ok (rodným jménem Sin Tche-so, známý také jako Simon Sheen, hanča 申相玉, hangul 신상옥, 11. října 1926, Čchongdžin – 11. dubna 2006, Soul) byl jihokorejský filmový producent a režisér aktivní hlavně v padesátých a šedesátých letech 20. století. Byl známý tím, že jej unesla severokorejská tajná služba na přímou žádost Kim Čong-ila do KLDR za účelem produkce kvalitních severokorejských filmů.

## Životopis

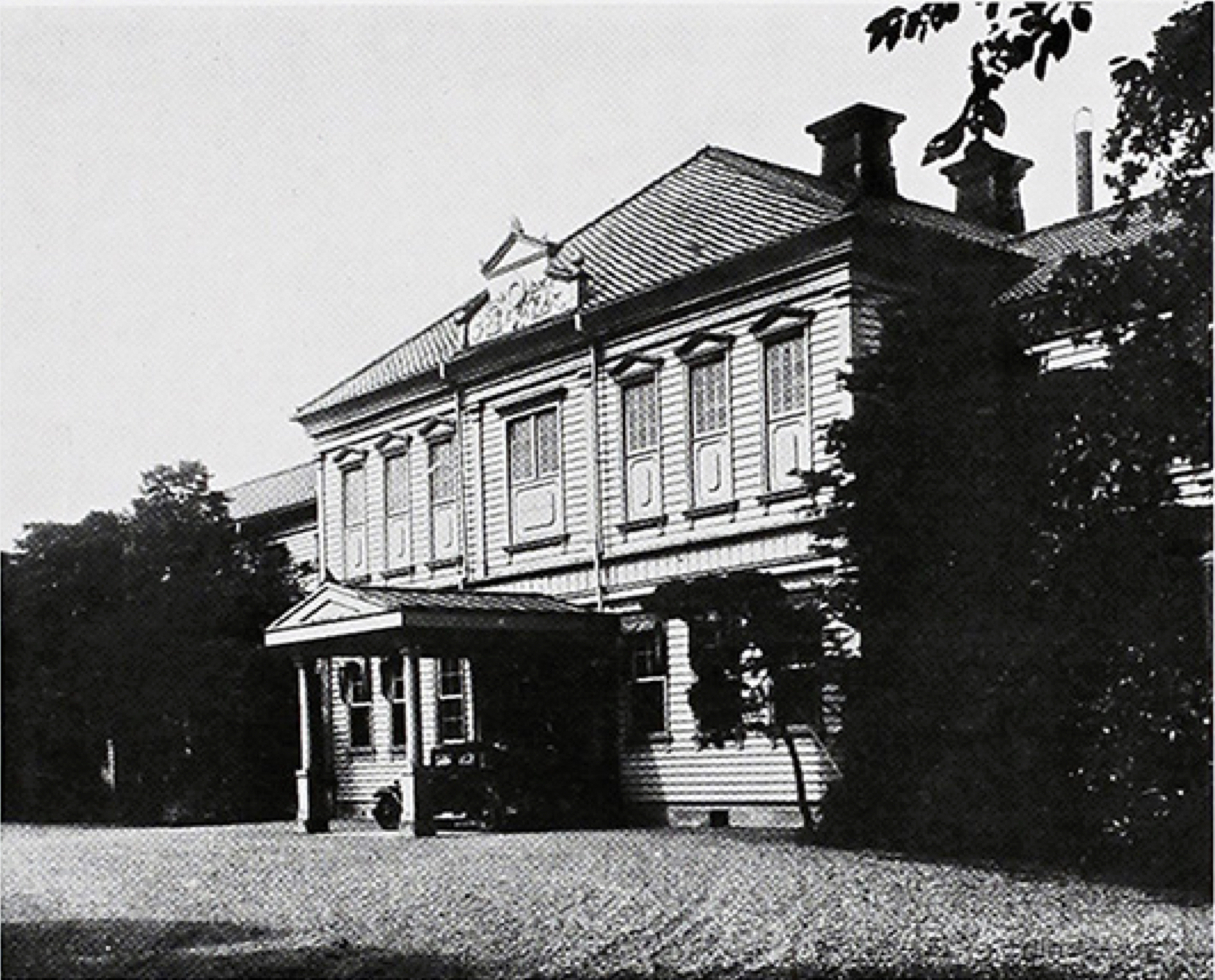
Tokyo Fine Arts School v době Sinových studií

### Mládí a studia
Sin Sang-ok se narodil 11. října 1926 v Čchongdžinu jako syn prominentního doktora čínské medicíny. V této době byla Korea okupována Japonskem. Sin studoval v Japonsku na Tokyo Fine Arts School. Poté se opět vrátil do Koreje.

### Zlatý věk korejského filmu
Sin odstartoval svou filmovou kariéru jako asistent produkčního designéra Čchoi In-kyu Viva Freedom!, první korejský film natočený po získání nezávislosti na Japonsku. Během „zlatého věku korejského filmu“ v 50. a 60. letech 20. století pracoval pilně, režíroval dva a více filmů ročně. Získal přezdívku „Princ jihokorejského filmu“. Produkční společnost, kterou založil, Shin Films, vyrobila během 60. let kolem 300 filmů, včetně historického dramatu Princ Yeonsan (1961), který získal cenu Grand Bell Award za nejlepší film.
V sedmdesátých letech 20. století jeho aktivita zmírnila, jihokorejský kinematografický průmysl trpěl přísnou cenzurou a neustálými vládními zásahy. Naprostá většina filmů, které natočil, skončila jako propadáky. Roku 1978 se dostal do konfliktu s represivní vládou a následkem toho generál Pak Čong-hui nechal zavřít jeho studio.

### Únos do Severní Koreje
V roce 1978 byla v Hongkongu unesena Sinova bývalá manželka, Čchoi Eun-hee. Byla unesena do Severní Koreji. Sin byl podezřelý z toho, že má prsty v exmanželčině zmizení a odcestoval do Hongkongu jí hledat, načež byl sám unesen. Únos byl na přímou objednávku budoucího vůdce Severní Koreje Kim Čong-ila, který chtěl ve své zemi založit filmový průmysl, který by byl schopen na mezinárodní scéně změnit pohled na Korejskou stranu práce. Severokorejské úřady obvinění z únosu popřely a tvrdí, že Sin do země přišel dobrovolně. Sin a Čchoi však vytvořili tajné zvukové pásky z rozhovorů s Kim Čong-ilem, které podpořily verzi příběhu s únosem.
Sin byl ubytován v luxusním apartmánu, avšak po dvou pokusech o útěk byl umístěn do věznice na více než dva roky. Po své „převýchově“ byl roku 1983 převezen do Pchjongjangu, kde se na večeři setkal s Kim Čong-ilem, aby zjistil, proč byl unesen. Jeho exmanželka byla přivedena na setkání také a poprvé se dozvěděla, že Sin je také v Severní Koreji. Exmanželé se znovu (na návrh Kim Čong-ila) vzali krátce nato.
Od roku 1983 Sin natočil sedm filmů, u kterých Kim Čong-il působil jako výkonný producent. Poslední a nejznámější z těchto filmů je Pulgasari, velkofilm s podobným námětem jako japonská Godzilla. Jeden z jejich filmů, Posel, který se nevrátil, dokonce získal cenu za nejlepší režii na Filmovém festivalu v Karlových Varech. V roce 1986, osm let od jejich únosu, se povedlo Sinovi a jeho manželce během filmového festivalu ve Vídni uprchnout. Podařilo se jim získat politický azyl od velvyslanectví USA ve Vídni a následně žili dva roky v utajení v Restonu ve Virginii. Během toho byli vyslýcháni ohledně Kim Čong-ila a jejich zkušenosti se Severní Koreou.

### Pozdější kariéra
Sin a jeho žena se přestěhovali do Los Angeles, kde Sin v devadesátých letech pracoval pod pseudonymem Simon Sheen. Režíroval film 3 nindžové – Příprava k útoku a pracoval jako výkonný producent na jeho dvou pokračování.
Sin se zpočátku zdráhal vrátit se do Jižní Koreje. Obával se, že by vládní složky nevěřily příběhu o únosu. Nakonec se v roce 1994 natrvalo vrátil do Jižní Koreje a pokračoval v práci na nových filmech. Ve stejném roce byl jako člen poroty pozván na filmový festival v Cannes. Jeho posledním režisérským filmem byl nevydaný film z roku 2002 s názvem Kyeoul-iyagi (Příběh zimy).
V roce 2004 podstoupil transplantaci jater. Zemřel 11. dubna 2006 v Soulu na následky komplikace způsobené hepatitidou. Před svou smrtí plánoval muzikál o Čingischánovi. Jihokorejský prezident Ro Mu-hjon ocenil Sina zlatým Řádem za kulturní zásluhy in memoriam.

## Dílo

### Filmografie
| 1995 | 3 nindžové – Příprava k útoku                     |
| 1994 | Jeungbal                                          |
| 1990 | Mayumi                                            |
| 1985 | Pulgasari                                         |
| 1985 | Sogum (Sůl)                                       |
| 1985 | Simcheongjeon (Příběh o Šim Čchongovi)            |
| 1984 | Sarang sarang nae saran (Lásko, lásko, má lásko!) |
| 1984 | Doraoji annun milsa (Posel, který se nevrátil)    |
| 1984 | Talchulgi (Útěk)                                  |
| 1975 | Night of the Devil's Bride                        |
| 1974 | Han Kang                                          |
| 1974 | Yan nu huan hun                                   |
| 1973 | Samilcheonha                                      |
| 1969 | Cheonnyeon ho                                     |
| 1968 | Naeshi                                            |
| 1968 | Yy Ja Il Seng                                     |
| 1967 | Da Jeong Bul Shim                                 |
| 1967 | Guan shi yin                                      |
| 1964 | Balgan mahura                                     |
| 1964 | Beongeoli Sam-ryong                               |
| 1963 | Ganghwadoryeong                                   |
| 1963 | Romance Gray                                      |
| 1963 | Sal                                               |
| 1962 | Pokgun Yeonsan                                    |
| 1962 | 열녀문                                            |
| 1961 | Chunhyang                                         |
| 1961 | Sarangbang sonnimgwa eomeoni                      |
| 1961 | Yonsan-gun                                        |
| 1960 | Isaengmyeong dahadorok                            |
| 1960 | Romance Papa                                      |
| 1959 | Dokribhyeobhwiwa cheongnyeon Lee Seung-man        |
| 1959 | Dongshimcho                                       |
| 1958 | Eoneu yeodaesaengui gobaek                        |
| 1958 | Jiokhwa                                           |
| 1957 | Muyeong tab                                       |